# Караполци
Караполци е село в Западна България. То се намира в община Елин Пелин, Софийска област. Намира се на 39 километра от околовръстното шосе на град София и на 4 километра от язовир Огняново. Актуалният брой жители според служба ГРАО е 106 (по настоящ адрес към януари 2015 година).

## География
Караполци е малко селце, живописно разположено в края на Софийското поле, сгушено в полите на Средна гора. Край него тече малката река Габра, която само през дъждовни периоди е пълноводна. Местните я наричат „луда Габра“. Околните склонове на планината са покрити с борови гори.

## История
Името на селото идва от турската дума кара (на турски: kara) и някои го превеждат като Черно поле. Според друга интерпретация кара на турски означава още и земя. Така името на селото може да се осмисли като кара-бол – много земя.

## Религии
Преобладаващо жителите на селото са източноправославни християни. Иконостасът на храма „Света Троица“ е дело на дебърски майстори от рода Филипови. На деня на Светия дух се чества патрона на черквата и тогава е най-големият празник на селото.

## Културни и природни забележителности
В Караполци има чешма с много мека изворна вода.